# Exploding Plastic Inevitable

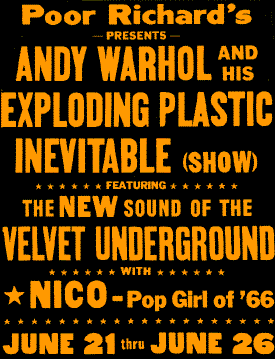
Pôster promocional do Exploding Plastic Inevitable em Chicago, de 21 a 26 de junho de 1966.

Exploding Plastic Inevitable, às vezes chamado simplesmente de Plastic Inevitable ou EPI, foi uma série de eventos multimídia organizados por Andy Warhol em 1966 e 1967, apresentando apresentações musicais de The Velvet Underground & Nico, exibições de filmes de Warhol e danças e apresentações de frequentadores regulares de The Factory de Warhol, especialmente Mary Woronov e Gerard Malanga. Exploding Plastic Inevitable, de Andy Warhol, também é o título de um filme de 18 minutos de Ronald Nameth com gravações de uma semana de apresentações dos shows filmados em Chicago, Illinois, em 1966. Em dezembro de 1966, Warhol incluiu uma revista única chamada The Plastic Exploding Inevitable como parte do pacote Aspen N° 3. 

## Prelúdio

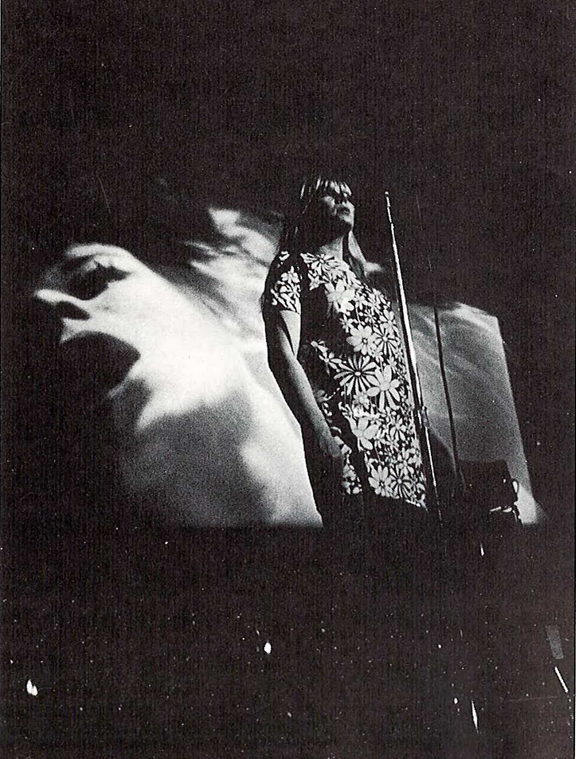
Desempenho na Exploding Plastic Inevitable em Ann Arbor

The Exploding Plastic Inevitable teve seu início em um evento realizado em 13 de janeiro de 1966, em um jantar para a Sociedade de Psiquiatria Clínica de Nova York. Este evento, denominado "Up-Tight", incluiu apresentações do Velvet Underground e Nico, junto com Malanga e Edie Sedgwick como dançarinas  e Barbara Rubin como artista performática.  Os shows inaugurais foram realizados no Dom na cidade de Nova York em abril de 1966, anunciados no The Village Voice da seguinte forma: "The Silver Dream Factory apresenta Exploding Plastic Inevitable com Andy Warhol/The Velvet Underground/e Nico."  Shows também foram realizados no The Gymnasium em Nova Iorque e em diversas cidades dos Estados Unidos e Canadá.

## Legado
O engenheiro de iluminação de Andy Warhol, Danny Williams, foi o pioneiro em muitas inovações que desde então se tornaram uma prática padrão em shows de luzes de rock. De 27 a 29 de maio o EPI tocou no The Fillmore em São Francisco, onde Williams construiu um show de luzes incluindo estroboscópios, slides e projeções de filmes no palco.  A pedido de Bill Graham, ele logo voltaria e construiria mais. O cineasta Jonas Mekas (que foi o pioneiro nas projeções de filmes durante concertos na Cinemateca de Nova York), as ideias influentes de Andy Warhol e Danny Williams contribuíram muito para o prestígio do lendário Fillmore Auditorium e também foram usadas no Fillmore East e no Fillmore West, ambos inaugurados em 1968.